# 飘发自由女神1美元硬币
飘发自由女神1美元硬币（英語：Flowing Hair dollar）是美国联邦政府发行的第一种1美元硬币，于1794至1795年铸造，其尺寸和重量都是根据当时在美国流行的西班牙银圆设计。
1791年，联邦国会在听取亚历山大·汉密尔顿的研究报告后通过联合决议，授权建立国家铸币局。总统乔治·华盛顿在同年的国情咨文中敦促国会建立铸币局，国会于是通过《1792年铸币法案》授权设立该局。但此后一直到1794年，美国铸币局才开始铸造白银和黄金铸币。飘发自由女神1美元硬币由罗伯特·斯科特设计，1794年首度铸造，1795年又铸造了一批。1795年10月，新设计的波浪头像银元取代飘发自由女神。
1794年版飘发自由女神被广泛认为是最罕有、最具价值的美国硬币之一。2013年1月24日，一枚1794年铸造的样币以1001万6875美元的价格成交，创下单枚硬币成交价格的新纪录。

## 背景

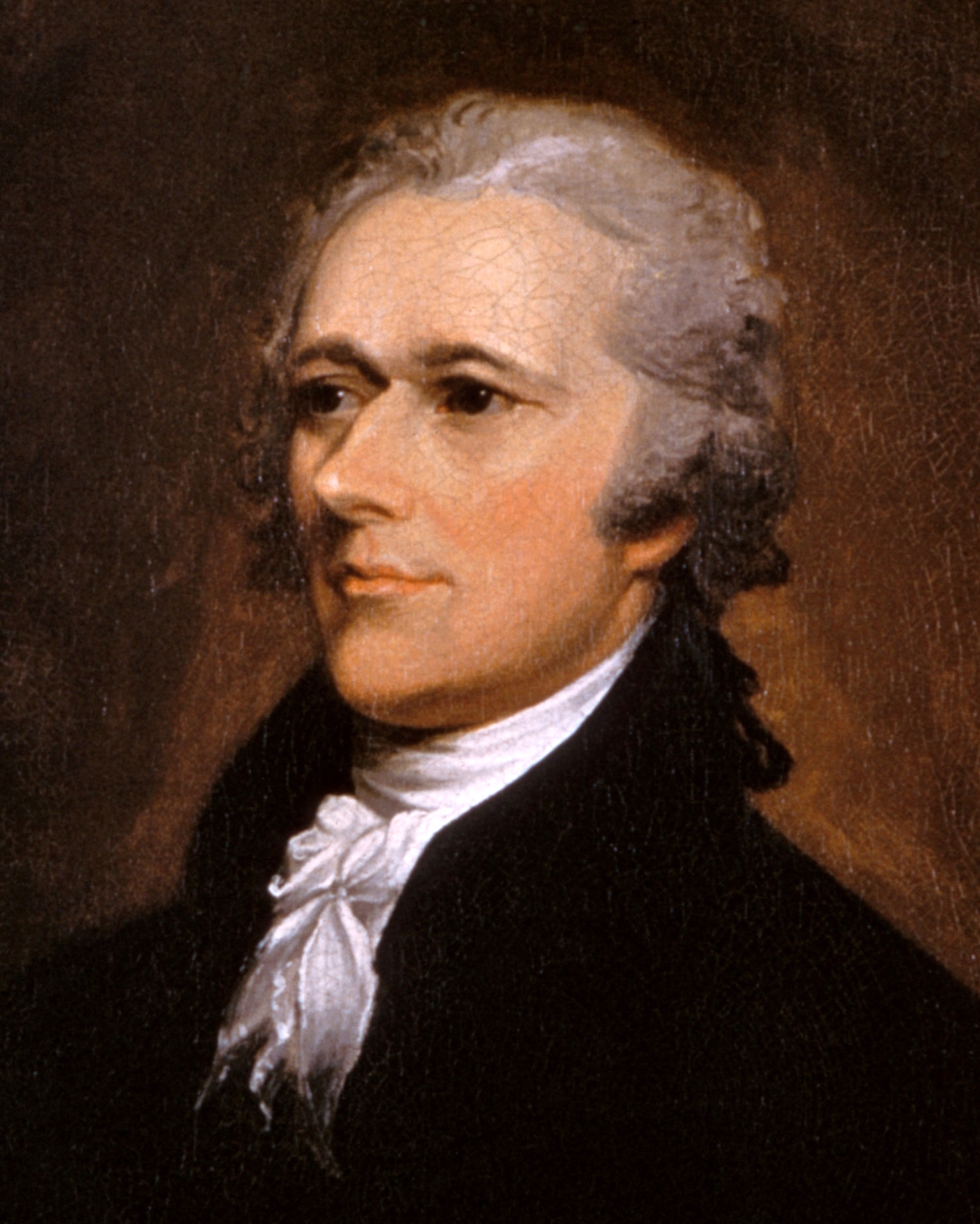
美国铸币局建立前，财政部长亚历山大·汉密尔顿针对美国货币体系汇编了一份报告。

从18世纪80年代开始，多位美国社会名流呼吁建立中央铸币局，向合众国供应官方硬币；由于缺乏资金，以及部分组织和个人认为硬币应由各州自行铸造而反对，这些诉求最终都沦为空谷足音。在没有联邦硬币发行的情况下，各州对硬币的需求也就由各种各样的国内和国外硬币或代币填补，通称西班牙银元或8分币的西班牙8里亚尔硬币便是其中一种。
1789年，联邦宪法得到足够州的批准生效，其中第一条授权国会“铸造货币，厘定本国货币和外国货币的价值，并确定度量衡的标准”。1790年，联邦国会开始审查国内货币和铸币体系。1791年1月28日，财政部长亚历山大·汉密尔顿向国会递交报告，详细说明自己对货币体系的研究结果，以及美国铸币局的潜力。研究期间，汉密尔顿对西班牙银元做了一系列冶金检测，这是因为西班牙银元当时在美国货币市场的重要地位，将来的货币体系也会在这种银元基础上建立。检测结果出炉后，汉密尔顿建议，美国银元中的含银比例也按西班牙银元的平均含银量确定。根据这一建议，美国银元重416格令，其中含银371.25格令，剩下的则是铜。1791年3月3日，国会在检视过汉密尔顿的报告后通过联合决议，授权建立联邦铸币局，但决议中没有说明具体细节，也没有提供拨款。

### 建立铸币局
1791年10月25日，乔治·华盛顿在费城向国会宣读自己的第三份年度报告，敦促国会将之前通过的联合决议付诸实践：
现有货币中存在的混乱，特别是小额币种稀缺，导致贫困阶层深受其苦，（我在此）强烈建议：将之前已经通过的组建铸币局联合决议立即付诸实践。采取必要措施，聘请需要的艺术家，并购置所需的设备。

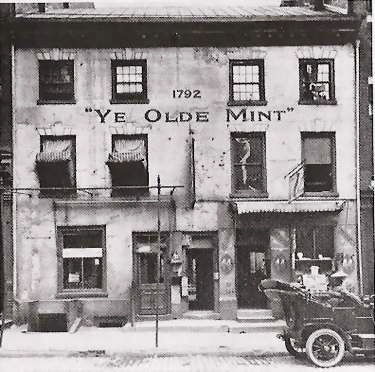
费城铸币局（摄于1908年）于1792年建立，并在1793年2月铸造了第一枚硬币。

面对总统的直接呼吁，联邦参议员指派宾夕法尼亚州参议员罗伯特·莫里斯（Robert Morris）担任委员会主席，与其他委员一起草拟必要规章和法案，为正式组建联邦铸币局及之后的铸币工作打下基础。1791年12月21日，委员会将法案递交国会审议，法案中包括了之前汉密尔顿提议的净重416格令、含银371格令银币。新银币力求与西班牙银元等同，1664枚银币中包含的足银重量与1485枚银币相同（约89.24%），剩下的则是铜。但是，这一测定结果实际上存在误差，西班牙银元中的含银量应该是90.28%。

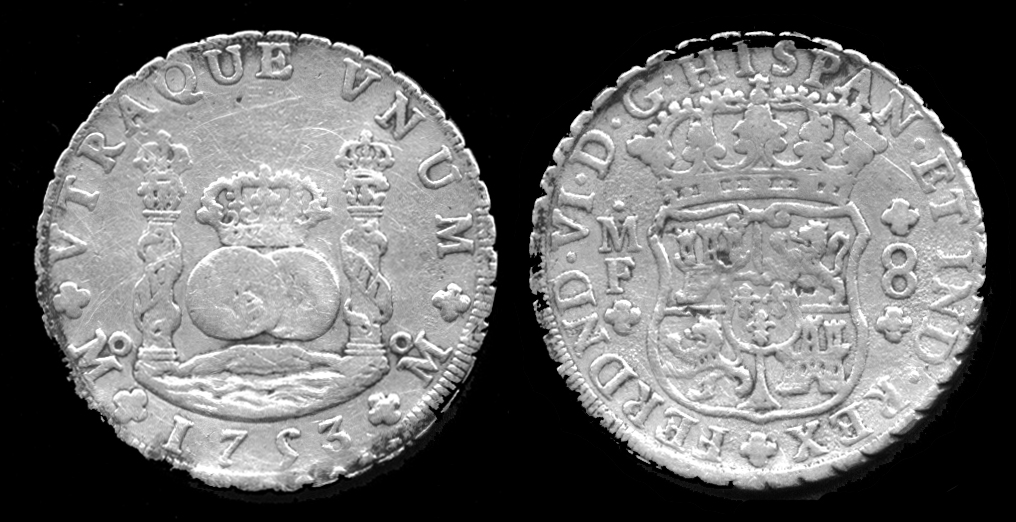
美国银元是根据西班牙银元制作

莫里斯提出的法案中规定，新铸币局铸造的所有硬币正面都要刻上总统华盛顿的肖像。经过辩论，参议院批准了法案，但联邦众议院对之作了改动，硬币上所刻肖像改为自由女神。但参议院不接受这一改动，坚持要回复之前的版本。众议院也再次否决参议院提案，然后自行通过了另一个获得参议院首肯的版本。新通过的法案即《1792年铸币法案》，于1792年4月2日经总统华盛顿签字后成为法律生效。法案授权建立美国铸币局，并拨款来满足聘任职工、购买所需设施及施工的需要。法案中授权铸造的硬币面额有：半美分、1美分、5美分、10美分、25美分、半美元和1美元，还授权铸造四分之一鹰、半鹰和鹰金币。1792年7月31日，首任铸币局局长戴维·里滕豪斯为费城铸币局奠基。到了1792年9月，工作人员和各种机械开始进入新建成的大楼，1793年2月，铸币工作正式开始，最先铸造的是美分硬币。铸币局投厂后的第一年裡只生产了铜制硬币，因为《1792年铸币法案》规定，铸币局的首席铸币员和冶金分析师都属美利坚合众国人员，需要有一或多位有财政部长信赖的担保人提供1万美元担保，而当时有意冶金分析师一职的人员无法筹得这样高额的保证金。1793年下半年，国务卿托马斯·杰斐逊提请国会降低担保金额。1794年3月3日，国会分别将首席铸币员和冶金分析师的担保金额降至5000和1000美元。

## 生产

### 设计

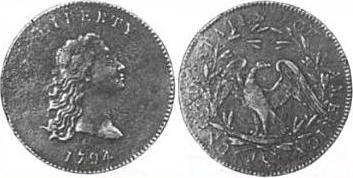
飘发自由女神1美元硬币的图案币，硬币为铜质，其正面没有流通币周围的一圈五角星

1794年初，雕刻师罗伯特·斯科特开始设计银元。他起初的设计中硬币正面是自由女神上半身像，反面刻有老鹰，两项都是根据《1792年铸币法案》的规定所必需。斯科特设计的银元与他之前设计的美分硬币非常相似，只是去掉了头像上的弗里吉亚无边便帽。政府官员之后指示斯科特在老鹰周围加上花环围绕，并将背面所刻的面额移至硬币边缘。获得批准后，斯科特开始为新银元雕刻模具。考虑到新银元诞生后会成为最大面额的美国硬币，并因此受到其他国家最严格的审视，因此模具雕刻工作进行得格外小心。硬币上的字母由弗雷德里克·盖格（Frederick Geiger）负责，他曾为多家报社和出版社工作，为书籍和报纸设计字体。模具制成后，铸币局先铸造了多枚铜制试片。官员决定在硬币正面的边缘增加15颗五角星，分别代表当时已经批准联邦宪法的15个州。

### 铸造
模具制成后，下一步自然就是银币的铸造，铸币局开始寻找储户，以期将他们存入的银块和金锭铸成硬币。铸币局接待多位储户后，冶金分析师阿尔比恩·考克斯（Albion Cox）告知里滕豪斯，国会法案中规定的89.2%含银量可能会很难铸造，并且硬币进入流通后颜色会发暗。考克斯建议硬币重量仍然保持在416格令，但含银纯度提高到90%。这样的调整意味着新硬币的合金比例会违法，并且所有存入银块的储户都会遭受少许损失，因为新造硬币的含银量要高于《1792年铸币法案》的规定。铸币局的调整导致所有银锭储户都蒙受了约1%的损失。其中存入金额最大的约翰·沃恩（John Vaughan）估计他的损失数额约为2260美元。经过多次拖延，联邦国会于1800年同意向沃恩补偿损失。
硬币铸造前，铸币局需要用一种名叫卡斯塔因机的设备为坯饼边缘印上字母（意为：“100美分1美元或元”）和纹饰。由于生产工艺的精确度有限，许多用于制作银元的坯饼都存在超重情况。为了修正重量，坯饼又需要加过一道锉的工序，正因如此，飘发自由女神1美元硬币与之后发行的硬币相比在重量上存在戏剧性的误差，铸币局之后也采用了更精确的设备。
1794年10月15日，铸币局开始铸造飘发自由女神银元，所采用的白银来自马里兰银行存入的大量法国银块，这些银块的含银量达不到铸币要求，所以需要精炼。1794年铸造的银元中共有1758枚获许使用，剩下的那些不适合流通的银元有些予以熔毁，有些则进行重铸。这1758枚银元由首席铸币员亨利·沃伊特（Henry Voight）正式交付，虽然获许流通，但由于铸币局当时使用的铸造设备是台人力螺旋压力机，只适合用来压制尺寸不超过半美元大小的硬币，因此这些银元上纹路的清晰度并不理想。

所有可接受的1794年银元都支付给了里滕豪斯。为了加速新银元的流通，他将其中许多用来购买外国硬币，再用这些外国硬币来铸造新币。还有些银元送给了前来铸币局参观的贵宾。初步生产完成后，里滕豪斯下令停止银元生产，由铸币局工作人员制作出力道更大的压模，以期改善硬币铸造品质。1794年12月2日，《新罕布什尔宪报》（New Hampshire Gazette）发文介绍新银币：
美国铸币局正在铸造的一些新美元硬币已经找到通往这个小镇的道路。昨天，记者将一枚硬币交到主编手上。它的重量和西班牙银元相等，但金属看起来更精细……对于鉴赏家来说，硬币的整个设计有理想的效果，但表面的雕刻却太过纤弱，缺乏对于货币来说非常必要的耐久性和气魄。
新的铸币压模于1795年初完成，压模投产后，铸币局于5月6日交付了共计3810枚银元。5月8日铸造的银元上有可能所附年份还是1794。已知有一定数量的1795年版银元和1枚1794年版银元中心有部分银质突起，突起部分约有8毫米长，估计是为了补救那些重量不足的坯饼。所标年份为1795的银元一共铸造了16万零295枚，这年铸币局共计铸造的银元则有20万3033枚，但由于铸币局于1795年10月开始铸造波浪头像银元，因此无法确定这年一共铸造了多少枚飘发自由女神银元。波浪头像银元是由肖像画家吉尔伯特·斯图尔特按亨利·德索绪尔（Henry DeSaussure）的授意创作，后者继任了里滕豪斯的铸币局长职务。

## 收藏
自诞生之日起，1794年版飘发自由女神1美元硬币就被广泛认为是最罕有、最具价值的美国硬币之一。1880年9月刊《钱币杂志》（The Coin Journal）发文称，品质良好的1794年银元样本价值50美元。20世纪90年代初，钱币学历史学家杰克·科林斯（Jack Collins）估算，尚存于世的飘发自由女神银元仅有120到130枚。2013年，已知成色最好的一枚1794年版飘发自由女神1美元硬币经拍卖以1001万6875美元成交，创下历史上单枚硬币成交价的新纪录，这枚硬币的铸造日期也属最早之列，并且得到了特别保养。根据专业钱币分级服务的认证，这枚硬币的成色属级，认证中还指出了硬币铸造时的特殊条件。硬币原本是E·H·R·格林（E.H.R. Green）上校所有，经2013年1月公开拍卖后由斯塔克的鲍尔斯画廊（Stack's Bowers Galleries）购得。2010年时，红衣主教收集教育基金会以785万美元的价格买下这枚硬币，创下当时的单枚硬币价格纪录。曾拥有这枚硬币的史蒂芬·孔图尔西（Steven Contursi）表示，该币堪称“国之重宝”，并对自己从2003年开始直至2010年转售期间身为硬币“托管人”感到自豪。红衣主教收集教育基金会代表马丁·罗吉斯（Martin Logies）表示，自己看到过许多稀世珍宝，但这枚硬币就是“其中最重要的一个”。

### 脚注
1. 1 2 3  Julian, p. 27
2. ↑  任东来等
3. ↑  李道揆
4. ↑  Preston, p. 42
5. ↑  Preston, p. 44
6. 1 2 3 4 5 6  Julian, p. 29
7. ↑  Statesman's Manual, p. 117
8. ↑  Statesman's Manual, p. 42
9. 1 2 3 4 5  Breen, p. 423
10. 1 2 3 4  Julian, p. 31
11. 1 2 3 4 5  Peters, P. 246–251
12. 1 2 3  Julian, p. 32
13. 1 2 3 4  Julian, p. 33
14. 1 2 3 4 5 6  Julian, p. 35
15. 1 2 3 4 5  Julian, p. 36
16. 1 2  Yeoman, p. 207
17. ↑  Taxay, p. 106
18. ↑  Julian, p. 37
19. 1 2  Yeoman, p. 206
20. ↑  Yeoman, pp. 207–208
21. ↑  Julian, p. 177
22. ↑  Breen, p. 425
23. 1 2 3  Julian, p. 166
24. 1 2  Stack's Bowers — The 2013 New York Americana Sale
25. 1 2 3 4  Dollar Sets Record Price
26. ↑  黄辉

## 文献
- Breen, Walter. . New York, New York: Doubleday. 1988. ISBN 978-0-385-14207-6.
- Julian, R.W. Bowers, Q. David , 编. . Wolfeboro, New Hampshire: Bowers and Merena Galleries. 1993. ISBN 0-943161-48-7.
- Preston, Robert E. . Philadelphia, Pennsylvania: John J. McVey. 1896  [2015-02-23]. （原始内容存档于2015-02-24）.
- Taxay, Don.  reprint. New York, New York: Sanford J. Durst Numismatic Publications. 1983 [1966]. ISBN 978-0-915262-68-7.
- 1. New York, New York: Edward Walker. 1858  [2015-02-23]. （原始内容存档于2015-02-23）.
- Yeoman, R.S.  63rd. Atlanta, Georgia: Whitman Publishing. 2010. ISBN 978-0-7948-2767-0.
- Peters, Richard (编). . Boston, Massachusetts: Charles C. Little and James Brown. 1845.
- 任东来; 陈伟; 白雪峰; Charles J. McClain; Laurene Wu McClain. . . 中国法制出版社. 2004年1月: 565-567. ISBN 7-80182-138-6.
- 李道揆. . . 商务印书馆. 1999: 775–799.
- . Numismatic News. 2010-06-08: 1, 38.
- . Stack's Bowers. 2013-01-24  [2015-02-24]. （原始内容存档于2014-02-01）. （页面存档备份，存于）
- 黄辉. . 99艺术网. 2010-05-25  [2015-02-24]. （原始内容存档于2015-02-24）. （页面存档备份，存于）

| 先前 无 | 1美元硬币（1794至1795年） 同时还有： 波浪头像银元（1795年） | 其後 波浪头像银元 |